# Conde de Alcasobas

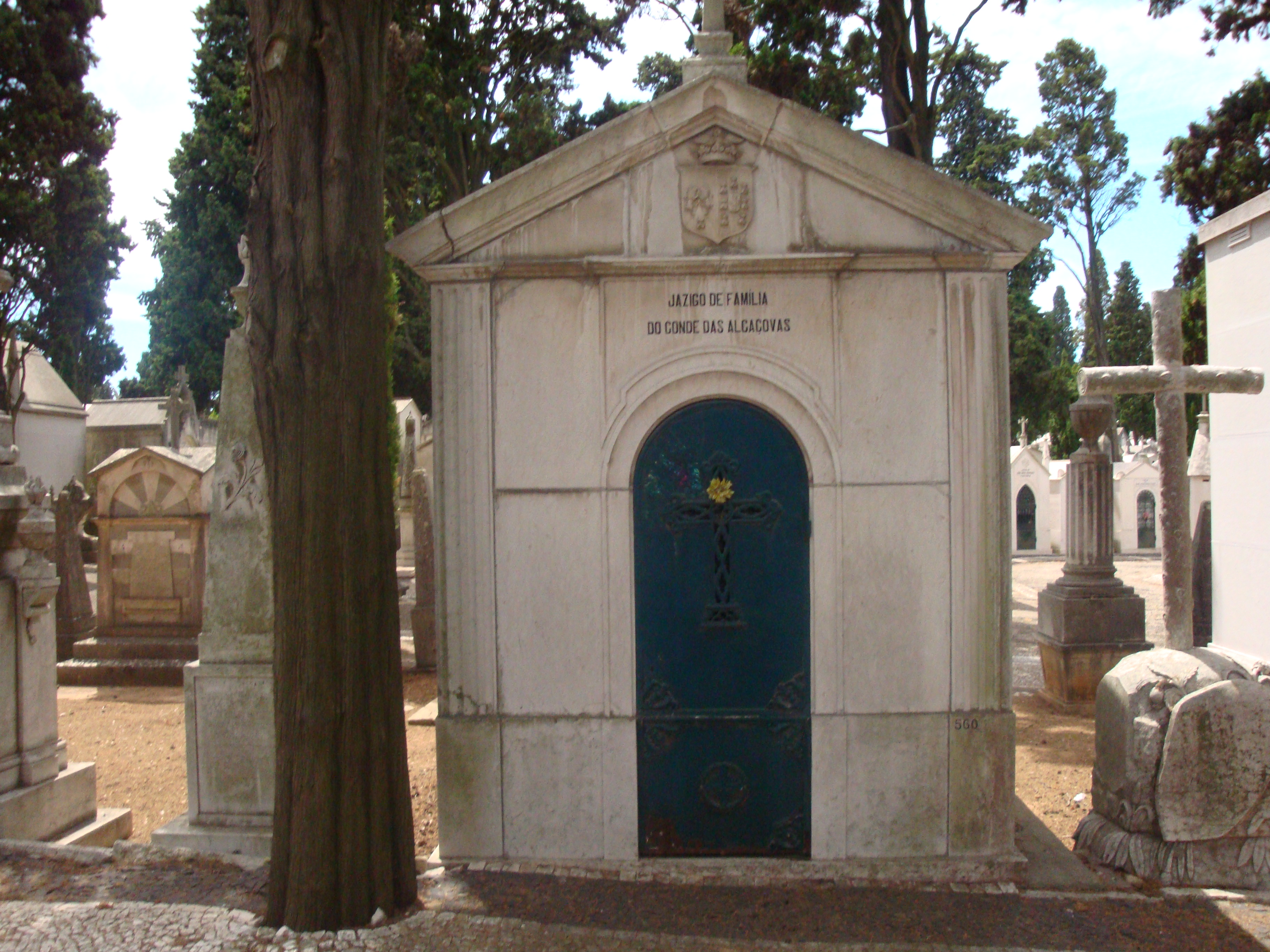
Tumba de la familia del Conde de Alcasobas

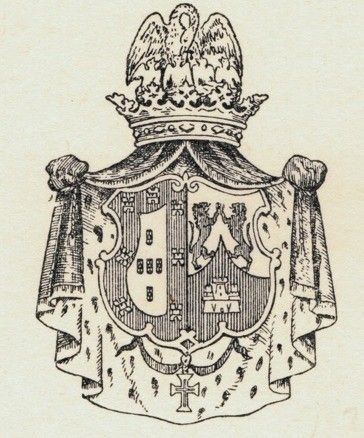
Escudo de la familia del Conde de Alcásobas

Conde de Alcasobas es un título nobiliario creado por D. María II de Portugal, por Decreto del 1 de diciembre de 1834, en favor de D. Francisco de Sales Henriques Pereira de Faria Saldanha Vasconcelos e Lancastre, antes 14.º Señor de Alcasobas de juro y heredad.

## Titulares
1. D. Francisco de Sales Henriques Pereira de Faria Saldanha Vasconcelos e Lancastre, 14.º Señor de Alcasobas y 1.º Conde de Alcasobas;
2. D. Caetano de Sales Henriques Pereira de Faria Saldanha Vasconcelos e Lancastre, 2.º Conde de Alcasobas;
3. D. Luís Henriques de Faria Pereira Saldanha e Lancastre, 3.º Conde de Alcasobas;
4. D. Caetano Henriques Pereira de Faria Saldanha e Lancastre, 4.º Conde de Alcasobas.

Después de la Implantación de la República Portuguesa, y terminado el sistema nobiliario, usaron el título: 
1. D. Luís Maria Henriques Pereira de Faria Saldanha e Lancastre, 5.º Conde de Alcasobas, 2.º vizconde de Torrao;
2. D. Caetano Henriques de Mendia Saldanha e Lancastre, 6.º Conde de Alcasobas, 2.º Conde de Cuba, 3.º vizconde de Torrao;
3. D. Luís Pérez Quesada Henriques de Lancastre, 7.º Conde de Alcasobas, 3.º conde de Cuba, 4.º vizconde de Torrao.